# Spike Goddard
Richard „Spike” Goddard (ur. 17 sierpnia 1992 roku) – australijski kierowca wyścigowy.

## Życiorys

### Formuła Ford
Goddard rozpoczął karierę w jednomiejscowych bolidach wyścigowych w wieku 18 lat w 2010 roku poprzez starty w Formule Ford Victoria. I od razu stanął na podium klasyfikacji końcowej – był trzeci.
Rok później najlepiej spisał się w Brytyjskiej Formule Ford, gdzie z dorobkiem 246 punktów uplasował się na 10 pozycji w klasyfikacji generalnej. Poza tym startował również w Europejskiej Formule Ford oraz podczas Festiwalu Formuły Ford, jednak nie był tam klasyfikowany.

### Formuła 3
W sezonie 2012 Harry przeniósł się do Formuły 3, gdzie wystartował w brytyjskiej edycji oraz Euro Series. Gdy w europejskiej serii wystartował jedynie gościnnie, w edycji brytyjskiej w klasie narodowej spisał się bardzo dobrze. 12 zwycięstw i 23 podia pozwoliły Australijczykowi zdobyć 427 punktów. Dzięki temu zdobył pierwszy w swojej karierze mistrzowski tytuł.
Na sezon 2013 Goddard podpisał kontrakt z brytyjską ekipą ThreeBond with T-Sport na starty w Europejskiej Formule 3 oraz w Brytyjskiej Formule 3. Tylko w edycji brytyjskiej był klasyfikowany. Z dorobkiem czternastu punktów ukończył tam sezon na dwunastej pozycji w klasyfikacji generalnej.
W 2014 roku Australijczyk przedłużył kontrakt z brytyjską ekipą ThreeBond with T-Sport. Wystartował łącznie w trzydziestu wyścigach, w ciągu których uzbierał trzy punkty. Wystarczyło to na 23. miejsce w końcowej klasyfikacji kierowców.

## Wyniki

### Podsumowanie
| Sezon | Seria                                        | Zespół                 | Wyścigi | Zwycięstwa | PP | NO | Podium | Punkty | Pozycja |
| ----- | -------------------------------------------- | ---------------------- | ------- | ---------- | -- | -- | ------ | ------ | ------- |
| 2010  | Formuła Ford Victoria                        |                        |         |            |    |    |        | 315    | 3       |
| 2011  | Brytyjska Formuła Ford                       | Jamun Racing           | 23      | 0          | 0  | 0  | 0      | 246    | 10      |
| 2011  | Europejski Puchar Formuły Ford               | Jamun Racing           | 11      | 0          | 0  | 0  | 0      | 0      | NS      |
| 2011  | Formuła Ford Duratec Benelux                 | Jamun Racing           | 3       | 0          | 0  | 0  | 0      | 0      | NS      |
| 2011  | Festiwal Formuły Ford – Duratec – Pre finals | Jamun Racing           | 3       | 0          | 0  | 0  | 2      | 0      | NS†     |
| 2011  | Festiwal Formuły Ford – Duratec class        | Jamun Racing           | 1       | 0          | 0  | 0  | 0      | N/A    | 15      |
| 2012  | Brytyjska Formuła 3 – klasa narodowa         | ThreeBond with T-Sport | 28      | 12         | 11 | 14 | 23     | 427    | 1       |
| 2012  | Formuła 3 Euro Series                        | T-Sport                | 3       | 0          | 0  | 0  | 0      | 0      | NS      |
| 2012  | Masters of Formula 3                         | T-Sport                | 1       | 0          | 0  | 0  | 0      | N/A    | 17      |
| 2012  | Masters of Formula 3 – Invitational class    | T-Sport                | 1       | 0          | 0  | 0  | 0      | N/A    | 2       |
| 2013  | Masters of Formula 3                         | ThreeBond with T-Sport | 1       | 0          | 0  | 0  | 0      | N/A    | 14      |
| 2013  | Europejska Formuła 3                         | ThreeBond with T-Sport | 30      | 0          | 0  | 0  | 0      | 0      | 31      |
| 2013  | Brytyjska Formuła 3                          | ThreeBond with T-Sport | 3       | 0          | 0  | 0  | 1      | 14     | 12      |
| 2013  | Toyota Racing Series                         | M2 Competition         | 15      | 0          | 0  | 0  | 0      | 262    | 17      |
| 2014  | Europejska Formuła 3                         | ThreeBond with T-Sport | 30      | 0          | 0  | 0  | 0      | 3      | 23      |
| 2014  | Grand Prix Makau                             | ThreeBond with T-Sport | 1       | 0          | 0  | 0  | 0      | N/A    | NS      |
| 2015  | Porsche Supercup                             | MRS GT Racing          | 10      | 0          | 0  | 0  | 0      | 16     | 21      |
| 2015  | Niemiecki Puchar Porsche Carrera – Klasa A   | TECE MRS GT Racing     | 15      | 0          | 0  | 0  | 0      | 22     | 17      |
| 2015  | Australijski Puchar Porsche Carrera          | McElrea Racing         | 4       | 0          | 0  | 0  | 0      | 44     | 27      |

† – Goddard nie był zaliczany do klasyfikacji.